# Robert de Ros

Wappen von Robert de Ros

Robert de Ros, Lord of Helmsley, auch Robert Fursan genannt, (* um 1182; † vor 16. Juli 1227) war ein anglonormannischer Adliger. Er war einer der 25 Barone, die 1215 die Einhaltung der Bestimmungen der Magna Carta überwachen sollten, und einer der Führer der Rebellen während des Ersten Kriegs der Barone.

## Herkunft und Erbe seines Vaters
Robert de Ros war ein Sohn des Adligen Everard de Ros († 1182/3) und von Roese Trussebut († 1194), er hatte mindestens einen Bruder namens Peter. Von seinem Vater erbte er Besitzungen in Nordengland, vor allem Roos in Holderness, wovon die Familie ihren Namen bezog, Helmsley in Yorkshire und Wark in Northumberland. 1191 wurde Robert der Erbe seines Vaters, wofür er eine Gebühr von 1000 Mark zahlte. Es dauerte aber bis um 1200, ehe er die Herrschaft über Wark übernehmen konnte. Von seiner Mutter erbte er ein Drittel der Besitzungen der Familie Trussebut und das erbliche Amt des Bailiff und Kastellan von Bonneville-sur-Touques in der unteren Normandie, wo seine Familie auch selbst Besitzungen besaß. 1191 wurde er in Haddington mit Isabella, einer unehelichen Tochter des schottischen Königs Wilhelm I. verheiratet. Sie war die Witwe von Robert (III) de Brus, dem ältesten, aber früh verstorbenen Sohn von Robert (II) de Brus, Lord of Annandale.

## Gefolgsmann von Richard I. und Johann Ohneland
Nach einem Gefecht zwischen Truppen des französischen Königs Philipp II. und des englischen Königs Richard Löwenherz 1196 in Frankreich übergab Richard Ros den gefangen genommen Hugues de Chaumont, einen wohlhabenden Ritter und engen Freund des französischen Königs. Robert inhaftierte ihn in seiner Burg von Bonneville, doch sein Verwalter der Burg, Guillaume d’Épinay, ließ sich bestechen und Chaumont entkommen. Der erboste König befahl, dass d’Épinay gehängt werden müsse, und verhängte über Ros eine Strafe in Höhe von 1200 Mark. Von dieser Straft erließ König Johann Ros später 275 Mark.
Sofort nach seiner Thronfolge im April 1199 sandte Johann Ros zu seinem Schwiegervater König Wilhelm von Schottland, um eine Besprechung der beiden Könige für den 20. November 1199 zu vereinbaren. Ende 1200 gehörte er zusammen mit seinem Schwager Eustace de Vesci und anderen Baronen einer Gesandtschaft nach Schottland an, die König Wilhelm aufforderte, gegenüber Johann den Lehnseid für seine englischen Besitzungen zu leisten. Ros bezeugte in den nächsten Jahren, vor allem in Nordengland, mehrfach königliche Urkunden. Er nahm an mehreren Feldzügen des Königs teil und stand vermutlich zunächst hoch in der Gunst des Königs, der ihm Woll- und Weinhandel erlaubte. Während des Französisch-Englischen Kriegs nahm er an der vergeblichen Verteidigung der Normandie teil, am 7. Oktober 1203 war er erneut in Bonneville. Vor dem 22. Februar 1204 war er wieder in England, an diesem Tag war er in York.

## Schwankende Gefolgschaft gegenüber König Johann
Vermutlich ab 1205 verschlechterte sich sein Verhältnis zu König Johann. Während der politischen Spannungen aufgrund des gescheiterten Feldzugs nach Frankreich von 1205 befahl der König die Beschlagnahmung seiner Besitzungen. Dieser Befehl wurde zwar bald wieder widerrufen, doch der König forderte, dass Ros als Geisel diente. Vielleicht aufgrund dieses gespannten Verhältnisses erwog Ros, einen Kreuzzug zu unternehmen. Am 28. Februar 1206 erlaubte ihm der König, seine Länder für drei Jahre für die Kosten eines Kreuzzugs zu verpfänden, diese Erlaubnis wurde am 26. Februar 1207 erneuert. Ob Ros wirklich je an einem Kreuzzug teilnahm, ist nicht bekannt. Wahrscheinlich ließ Ros einen weiteren Gefangenen namens Thomas of Beckering entkommen, wofür er am 28. Dezember 1207 vom König zur Zahlung einer Strafe von 300 Mark verurteilt wurde. Am 10. April 1209 sandte ihn Johann erneut mit anderen Baronen als Gesandten zum schottischen König, und 1210 begleitete Ros Johann auf dessen Feldzug nach Irland.
Anfang 1212 scheint Ros in ein Kloster eingetreten zu sein, denn am 15. Mai beauftragte König Johann Philip de Ulcot mit der Verwaltung seiner Besitzungen. Ros kann jedoch nicht lange im Kloster geblieben sein, denn am 30. Januar 1213 ernannte ihn der König zum Sheriff von Cumberland, und am 25. Februar wurde er Mitglied einer Kommission, die Beschwerden über die Steuererhebungen durch königliche Beamte in Lincoln und York untersuchen sollte. Für seinen Oberherrn William de Forz, Graf von Aumale, vermittelte er beim König freies Geleit, damit er sich mit dem König aussöhnen und sein Erbe in England antreten konnte. 1213 war Ros ein Zeuge der Unterwerfung Johanns vor dem päpstlichen Legaten, als der König sein Reich dem Papst als Lehen antrug. Ros wurde als einer von zwölf Baronen benannt, die die Einhaltung von Johanns Versprechungen gegenüber der Kirche überwachen sollten. Ros blieb bis 1215 Sheriff von Cumberland, wofür ihm der König am 10. April 1215 drei Güter in der Grafschaft übergab. Um dieselbe Zeit befahl der König dem Justiciar Peter des Roches, dafür zu sorgen, dass Ros Tante anstelle einer Schwester des rebellischen Barons Robert FitzWalters zur Äbtissin von Barking Abbey gewählt würde.

## Gegner von König Johann

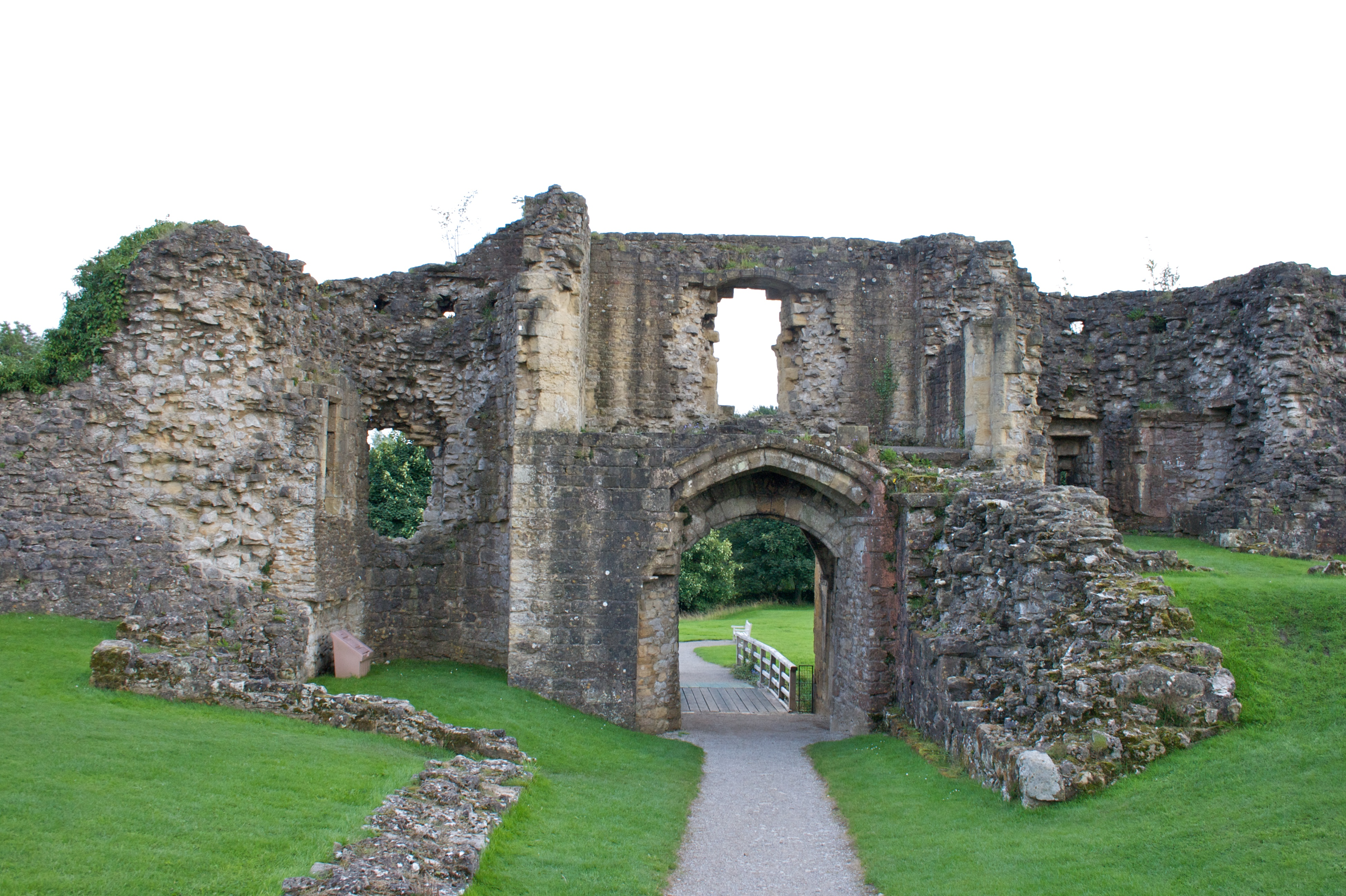
Robert de Ros begann mit dem Ausbau von Helmsley Castle zu einer steinernen Burg

Ros zögerte lange, sich den Rebellen gegen den König anzuschließen, obwohl sein Schwager Eustace de Vesci einer ihrer Führer war. Schließlich schloss er sich dem Heer der Rebellen an, als sich diese am 19. April mit dem König in Stamford trafen. Nach Abschluss der Magna Carta wurde er im Juni 1215 zu einem der 25 Barone gewählt, die die Einhaltung der Bestimmungen durch den König überwachen sollten. Als sich der Konflikt zwischen dem König und den Baronen im September 1215 zum offenen Krieg der Barone ausweitete, gehörte Ros zu den führenden Rebellen. Als königlicher Sheriff von Cumberland war er Verwalter von Carlisle Castle, dazu ernannten ihn die Rebellen zu ihrem Sheriff von Yorkshire und vermutlich auch von Northumberland. Wegen seines fortgesetzten Widerstands wurde er im Januar 1216 von Papst Innozenz IV. exkommuniziert. Nachdem der König ab Ende 1215 einen erfolgreichen Feldzug nach Nordengland unternommen hatte, übergab de Ros im Januar 1216 Carlisle kampflos. Auch Wark Castle, der Hauptsitz von de Ros, fiel am 11. Januar an den König. Dieser enteignete nun Ros und übergab die Ländereien am 27. Januar 1216 an William de Forz, Graf von Aumale. Trotz nachfolgender Verhandlungen unterwarf sich Ros jedoch nicht dem König, sondern half mit, Yorkshire für den französischen Prinz Ludwig zu unterwerfen, dem die Rebellen den englischen Thron angeboten hatten. Auch als König Johann im Oktober 1216 gestorben war, blieb Ros weiter auf der Seite der Rebellen. Sein Sohn William geriet bei der Schlacht von Lincoln im Mai 1217 in Gefangenschaft. Erst nach dem Frieden von Lambeth im September 1217 unterwarf sich Ros vor November dem neuen König Heinrich III. Er erhielt den Großteil seiner Ländereien zurück, musste jedoch zunächst auf Teile seines Besitzes verzichten. Einige Gebiete in Cumberland wurden ihm erst 1225 tatsächlich übergeben.

## Späteres Leben und Tod
1220 kam es zu einem Gefecht zwischen einigen von Ros Gefolgsleuten und Vögten des Sheriffs von Yorkshire, als diese von Ros während des Bürgerkriegs angeeigneten Besitz zurückforderten. Im Februar 1221 wurde er aufgefordert, während der Rebellion von William de Forz dessen Burg Skipsea zu belagern. 1222 beschwerte er sich beim König über Übergriffe des schottischen Königs Alexander II. auf englische Gebiete.
Am 11. Februar 1225 gehörte er erneut zu den Zeugen der Anerkennung der endgültigen Version der Magna Carta durch Heinrich III. Wenig später zog er sich als Mönch in ein Kloster zurück und starb Ende 1226 oder Anfang 1227, am 16. Juli 1227 bestätigte Erzbischof Walter de Gray von York die Stiftungen seines Testaments. Ob Ros noch dem Templerorden beigetreten ist, ist unklar, er übergab dem Templerorden aber die Güter von Ribston in Yorkshire und weitere Besitzungen. Ros wurde in der Temple Church in London beigesetzt, ob eine dort befindliche Grabplatte eines Tempelritters ihm zugeschrieben werken kann, ist aber umstritten. In Bolton in Northumberland gründete er ein Leprosen-Hospital. Daneben hat er ab etwa 1200 mit dem Ausbau seines Hauptsitzes Helmsley Castle zu einer steinernen Burg begonnen.

## Nachkommen
Mit seiner Frau Isabella hatte Ros mindestens zwei Söhne:
- William de Ros, Lord of Helmsley
- Robert de Ros, Baron of Wark.